# Julius Sander
Julius Sander (* 26. August 1838 in Hildesheim; † 12. Januar 1897 in Elze, Provinz Hannover) war ein deutscher Rittergutsbesitzer und Parlamentarier.

## Leben
Julius Sander studierte an der Georg-August-Universität Göttingen. 1861 wurde er Mitglied des Corps Hildeso-Guestphalia Göttingen. Nach dem Studium wurde er Rittergutsbesitzer in Elze. Er war Senator und betätigte sich aktiv in landwirtschaftlichen Vereinen. Von 1886 bis zu seinem Tod 1897 saß er als Abgeordneter des Wahlkreises Hildesheim 2 (Gronau, Alfeld) im Preußischen Abgeordnetenhaus. Er gehörte der Fraktion der Nationalliberalen Partei. Er starb unerwartet am 12. Januar 1897 im 58. Lebensjahr und wurde drei Tage später beigesetzt.